# PANG
Der Porte-avions de nouvelle génération (kurz: PANG, deutsch: Flugzeugträger der neuen Generation) ist ein  Flugzeugträgerprojekt der französischen Marine, welches den derzeitigen Flugzeugträger Charles de Gaulle voraussichtlich im Jahr 2038 ergänzen bzw. ersetzen soll.

## Konzept
Für Frankreich als Nation mit vielen Übersee-Territorien bis in den Indopazifik ist der Flugzeugträger ein entscheidendes Mittel zur Machtprojektion. Der PANG bietet folgende Fähigkeiten.
- Teil der nuklearen Abschreckung durch mit Atomwaffen bestückte Kampfflugzeuge
- Herstellung der Luftüberlegenheit bei Landoperationen
- Ausübung der Luftherrschaft über dem definierten Gebiet
- Erhalt technologischer Kompetenz für die inländische Wirtschaft und den Export.[2]

Mit einer Verdrängung von 75.000 Tonnen gilt der Flugzeugträger als Supercarrier.

## Konstruktion
Der Bau des Nachfolgers der Charles de Gaulle wird in Saint-Nazaire auf der dortigen Werft Chantiers de l’Atlantique zwischen 2031 und 2035 in Zusammenarbeit mit der Naval Group erfolgen. Teile des zukünftigen Flugzeugträgers sollen von der Thales Group zugeliefert werden. Die französische Verteidigungsministerin Florence Parly versicherte, dass der Standort Brest an der Konstruktion des Porte-avions de nouvelle génération beteiligt sein wird. Das Projekt begann im Jahr 2019. Das Schiff soll atomar angetrieben werden. 2035 soll das Schiff nach Brest verlegt werden. Die Übergabe ist für 2036/37 geplant, die Indienststellung rund ein Jahr später. Es wird das größte in Europa gebaute Marineschiff sein.
Bis 2028 soll darüber entschieden werden, ob ein zweites Schiff gebaut wird.
2024 wurde der Vertrag über die Kernkessel mit der Naval Group und TechnicAtome geschlossen.

Schematische Darstellung der Steuerbord- und Flugdeckanordnung
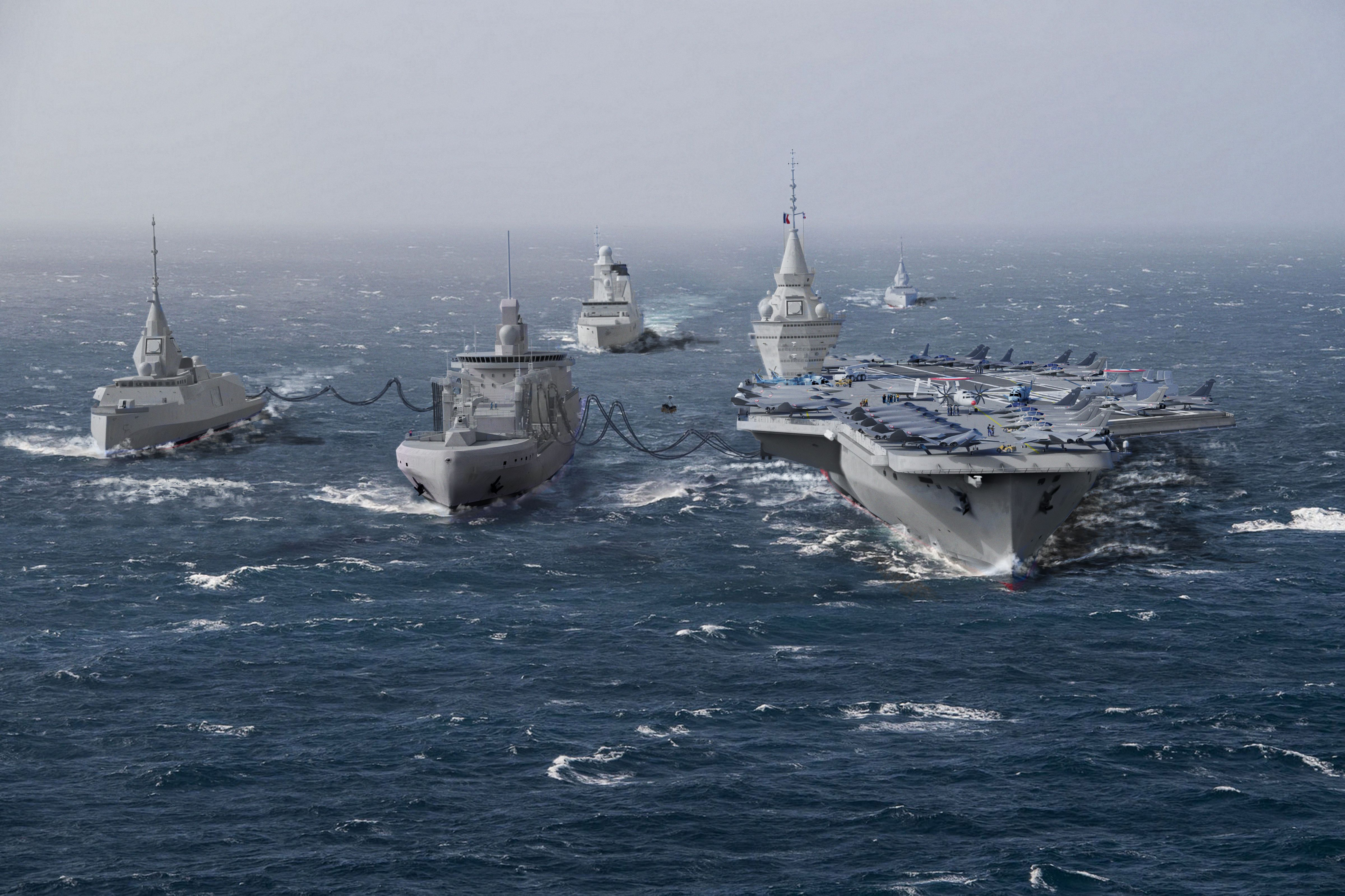

- Interaktives 3D-Modell

## Eigenschaften

### Starthilfe
Die Starthilfe für die Flugzeuge auf dem PANG erfolgt durch elektromagnetische Katapulte. Deren Energie lässt sich präziser auf schwere Kampfjets oder leichte Drohnen einstellen als bei Dampfkatapulten, wie sie auf der Charles de Gaulle verwendet werden. Die Katapult-Technologie kommt aus den Vereinigten Staaten.

### Antrieb
Der Kernenergieantrieb erfolgt über zwei Druckwasserreaktoren vom Typ K22. Die Leistung pro Anlage beträgt über 220 Megawatt. Die Reaktoren müssen alle zehn Jahre überholt werden.

### Bewaffnung
Der Flugzeugträger soll mit 30 Kampfflugzeugen des deutsch-französischen Future Combat Air Systems als Jagdbomber bewaffnet werden. Hinzu kommen Drohnen, Aufklärungsflugzeuge und Hubschrauber.

## Zukunftspläne
Die französische Marine möchte im Jahr 2036 die ersten Seeerprobungen durchführen. Daher wird ein Vertragsschluss spätestens Anfang 2021[veraltet] erwartet. Die Indienststellung des Flugzeugträgers ist für das Jahr 2038 geplant.
Experten schätzen die Investitionen in das PANG-Projekt auf 300 bis 400 Millionen Euro pro Jahr über die kommenden 17 Jahre hinweg.
Der Flugzeugträger soll im Militärhafen von Toulon stationiert werden.